# Kathy Hochulová
Kathy Hochulová (nepřech. Hochul, * 27. srpna 1958 Buffalo) je americká právnička a politička, členka Demokratické strany. Od 1. ledna 2015 byla viceguvernérkou státu státu New York. Od 23. srpna 2021 je guvernérkou státu New York, přičemž je první ženou v této funkci; její předchůdce Andrew Cuomo rezignoval kvůli obviněním ze sexuálního obtěžování. V letech 2011–2013 byla členkou Sněmovny reprezentantů.

## Život
Prarodiče Kathy Hochulové byli Irové. Ona se narodila a vyrostla jako druhá ze šesti dětí ve městě Buffalo, v dělnickém prostředí. Rodiče pracovali v místních železárnách a rodina bydlela v malém přívěsu u továrny.
Studovala na Syracuse University, právnický titul získala na Americké katolické univerzitě ve Washingtonu.